# James Quinn
James F. „Jimmy” Quinn (ur. 11 września 1906 w Brooklynie w Nowym Jorku, zm. 12 lipca 2004 w Cranston w stanie Rhode Island) – amerykański lekkoatleta sprinter, mistrz olimpijski z 1928 z Amsterdamu.
W 1928 jako student College of the Holy Cross został akademickim mistrzem tanów Zjednoczonych (IC4A) w biegu na 100 jardów. W mistrzostwach USA (AAU) zajął w tym roku 5. miejsce w tej konkurencji.
Na igrzyskach olimpijskich w 1928 w Amsterdamie startował tylko w sztafecie 4 × 100 metrów, gdzie biegł na 2. zmianie. Amerykańska sztafeta w składzie: Frank Wykoff, James Quinn, Charles Borah i Henry Russell zdobyła złoty medal, w finale wyrównując rekord świata czasem 41,0 s.
Zmarł w 2004 w wieku 97 lat.